# Diaphanomyia aurifacies
Diaphanomyia aurifacies là một loài ruồi trong họ Tachinidae.